# Marian Zazeela
Marian Zazeela   (Bronx, 15 d'abril de 1940 - Nova York, 28 de març de 2024) va ser una «artista de la llum», dissenyadora, pintora i música estatunidenca. Va ser membre del 1960s New York experimental music collective al Theatre of Eternal Music, i va ser coneguda per la seva col·laboració i treball amb el compositor minimalista La Monte Young.

## Biografia
Nascuda en una família jueva d'origen rus al Bronx, Marian Zazeela va ser educada al Fiorello H. LaGuardia Institut de Música & Art i Actuant Arts i a la Bennington Universitat, on va estudiar amb Paul Feeley, Eugene C. Goossen I Tony Smith. Es va llicenciar en arts amb una especialització en pintura al 1960.
Poc després de graduar-se, es va mudar a la ciutat de Nova York, on va fer el disseny escènic de The System of Dante's Hell, de LeRoi Jones i Amiri Baraka, on va actuar Jack Smith, abans de conèixer el compositor Le Monte Young, l'any 1962, amb qui es va associar des d'aleshores.
Durant un període de ràpid creixement a principis dels anys 1960, Zazeela no només es va unir al grup musical Young of the Eternal Music com a vocalista (que també va incloure, en diverses ocasions, el fotògraf Billy Name, el músic minimalista Terry Riley, el músic John Cale, el videoartista i músic Tony Conrad, i el poeta i músic Angus Maclise), però també va produir per a ells espectacles de llums (entre els més antics en la seva forma) que poden haver inspirat Andy Warhol i van ser contemporanis de l'obra primerenca del conegut artista de la llum Dan Flavin. Aquest treball es va derivar de les seves teles i dibuixos cal·ligràfics més expressionistes anteriors, que ara adquireixen un aspecte psicodèlic en usar principalment diapositives d'imatges fixes i gels de colors barrejats en dissolucions extremadament lentes d'una a la següent, creant efectes òptics associats amb Op Art. el 1965; ella va titular aquest cos d'obres The Ornamental Lightyears Tracery, i posteriorment es va presentar al Museu d'Art Modern, la Galeria d'Art Albright-Knox, la Fundació Maeght, Moderna Museet, el Museu Metropolità d'Art, Documenta 5, Haus der Kunst, La Fundació MELA i la Fundació Dia Art, entre d'altres galeries i esdeveniments.
Durant els següents 30 anys, Zazeela va elaborar aquest treball en formes cada vegada més ambientals i escultòriques, sovint incorporant l'ús de llums de colors i ombres de colors, que va titular Ambient d'adaptació al vespre (instal·lació), Llum suau (escultura), Dia magenta / Nit magenta (instal·lació / escultura), i, més en general, Llum. Obsessionada amb la durada i jugant amb els sentits en saturació, a finals dels anys 60, Zazeela va començar a presentar treballs de llums en col·laboració amb la música minimalista de Young en el que es va imaginar com instal·lacions a llarg termini titulades Dream Houses. Un d'ells al 275 de Church Street, sobre les golfes de la parella, funciona des de principis dels 90 i està obert al públic quatre dies a la setmana.
El 1970, Zazeela va començar els seus estudis a l'escola Kirana de música clàssica hindustani amb Pandit Pran Nath, de qui ha estat una devota deixebla des de llavors. (Pandit Pran Nath va morir el 1996). Actuà ocasionalment amb Young i altres. Les seves «Selected Writings» es van publicar amb Young el 1969 i un llibre sobre tots dos amb l'escriptura de Zazeela per Henry Flynt i Catherine Christer Hennix (editat per William Duckworth) va ser publicat en 1996 per Bucknell University Press. Una monografia dels seus dibuixos va ser publicada a Alemanya en tres idiomes ca. 2000.